# Аважан
Аважан (фр. Avajan) насеље је и општина у јужној Француској у региону Миди Пирене, у департману Горњи Пиринеји која припада префектури Бањер де Бигор.
По подацима из 2011. године у општини је живело 70 становника, а густина насељености је износила 21,28 становника/km². Општина се простире на површини од 3,29 km². Налази се на средњој надморској висини од 913 метара (максималној 1.687 m, а минималној 880 m).

## Демографија
| 1962. | 1968. | 1975. | 1982. | 1990. | 1999. | 2011. |
| ----- | ----- | ----- | ----- | ----- | ----- | ----- |
| 37    | 45    | 30    | 52    | 58    | 68    | 70    |

График промене броја становника у току последњих година